# AsiaSat 8
AsiaSat 8 (ehemals AMOS-7) ist ein kommerzieller Kommunikationssatellit des chinesischen Satellitenbetreibers AsiaSat.

## Aufbau
Der Satellit wurde als AsiaSat 8 in Auftrag gegeben. Er wurde im November 2011 bestellt. Der dreiachsenstabilisierte Satellit wurde auf Basis des Satellitenbus LS-1300LL der Firma Space Systems/Loral gebaut und ist mit 24 Ku-Band- und einem Ka-Band-Transponder ausgerüstet. Er besitzt eine geplante Lebensdauer von 15 Jahren.

## Betrieb
AsiaSat 8 wurde am 5. August 2014 um 8:00 UTC mit der Trägerrakete Falcon 9 V1.1 vom Raketenstartplatz Cape Canaveral in eine geostationäre Umlaufbahn gebracht. Zusammen mit AsiaSat 7 versorgte er von der Position 105,5° Ost aus China, den mittleren Osten, Indien und Südasien mit Telekommunikationsdienstleistungen.
Nach dem Verlust von AMOS-6 durch eine Explosion auf der Startrampe leaste der israelische Satellitenbetreiber Spacecom den Satelliten im Februar 2017 für mindestens vier Jahre. Asiasat 8 erhielt die Bezeichnung AMOS-7, wurde auf 4° West umgesetzt und versorgte bis Anfang 2025 zusammen mit AMOS-60 Afrika, Europa und den Nahen Osten. Nach über 8 Jahre Leasing übernahm AsiaSat den Satelliten wieder und positionierte ihn erneut bei 105,5° Ost. Er erhielt seine alte Bezeichnung zurück.